# Queratomileusi in situ assistida per làser

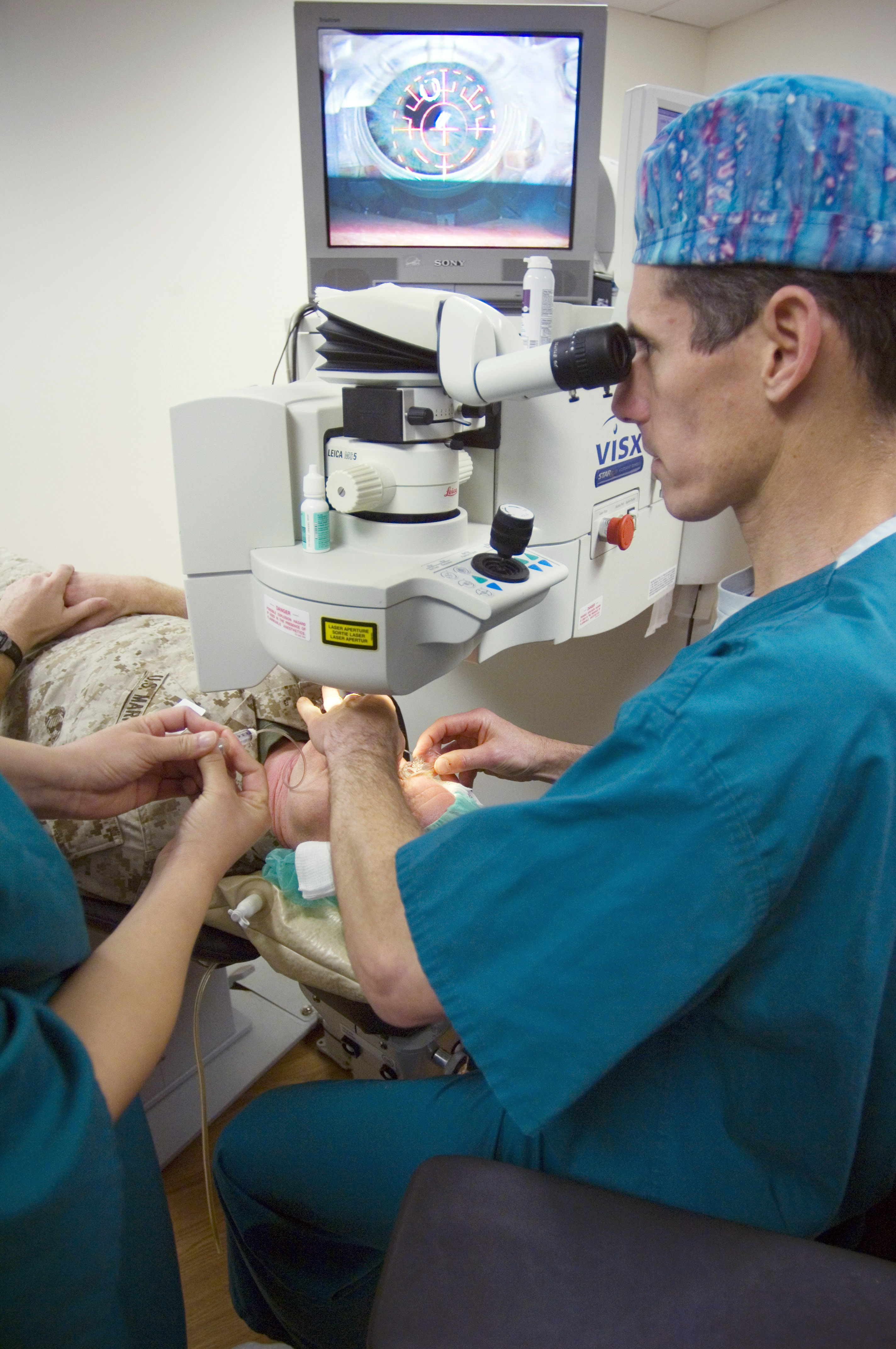
Intervenció LASIK

La queratomileusi in situ assistida per làser (en anglès Laser-Assisted in situ keratomileusis, abreviada com a LASIK) és una de les tècniques més utilitzades per a la correcció de les ametropies amb làser. A causa de la seva seguretat i reproductibilitat es tracta d'una autèntica revolució en l'oftalmologia moderna des de la seva aparició l'any 1990. L'efecte desitjat s'aconsegueix modelant la superfície anterior de la còrnia mitjançant ablació per làser d'excímer.

## Desenvolupament tecnològic
La tècnica LASIK va ser possible gràcies a l'oftalmòleg català resident a Bogotà, Josep Barraquer, qui l'any 1960 va aconseguir tallar la còrnia en petites capes i alterar la seva forma, usant un procediment anomenat queratomileusi. La primera intervenció va ser duta a terme per l'oftalmòleg grec Ioannis Pallikaris el 1990.

## Procediment

### Preoperatori
Als pacients que usen lents de contacte toves se'ls sol demanar que deixin de portar-les durant uns 10 o 15 dies abans de l'operació. Aquells que porten lents de contacte dures, el temps recomanat és un mínim de sis setmanes, més sis setmanes per cada tres anys que portin amb elles. Abans de l'operació, la còrnia del pacient s'examina per determinar el gruix i el contorn. Usant un làser de baixa potència, es crea un mapa topogràfic de la còrnia. Aquest procés també detecta l'astigmatisme i altres irregularitats en la còrnia. Usant aquesta informació, es calcula la quantitat i la localització del teixit corneal a eliminar en l'operació. Al pacient se li recepta un antibiòtic perquè comenci a prendre abans de l'operació, per a minimitzar el risc d'una infecció postoperatòria.

### Operació
L'operació es realitza amb el pacient despert, se li administra un sedant i un anestèsic. La intervenció dura uns 5 minuts i és indolora. Al cap de poques hores el pacient comença a veure-hi bé sense ulleres. Durant unes setmanes després de la cirurgia s'ha de posar les gotes d'antibiòtic i antiinflamatori. També s'utilitzen llàgrimes artificials, perquè és molt freqüent la sensació de sequedat, que millora al cap d'unes setmanes.
Durant l'operació és molt important estar relaxat i no moure's. S'immobilitza el cap i l'ull perquè el cirurgià pugui treballar sense problemes. És normal sentir olor de cremat en el moment de l'aplicació del làser.

### Precaucions
No tots els pacients són bons candidats per a la cirurgia amb LASIK. Es recomana per les persones que tenen la miopia menor de -10 diòptries i han de tenir la còrnia prou gruixuda. En els pacients amb miopia més alta de les -10 diòptries i les persones amb còrnia fina el LASIK pot ser perillós. En aquestes persones es recomana l'implant de lent intraocular (ICL).